# Abitibi360
Pour plus de détails, voir Fiche technique et Distribution.

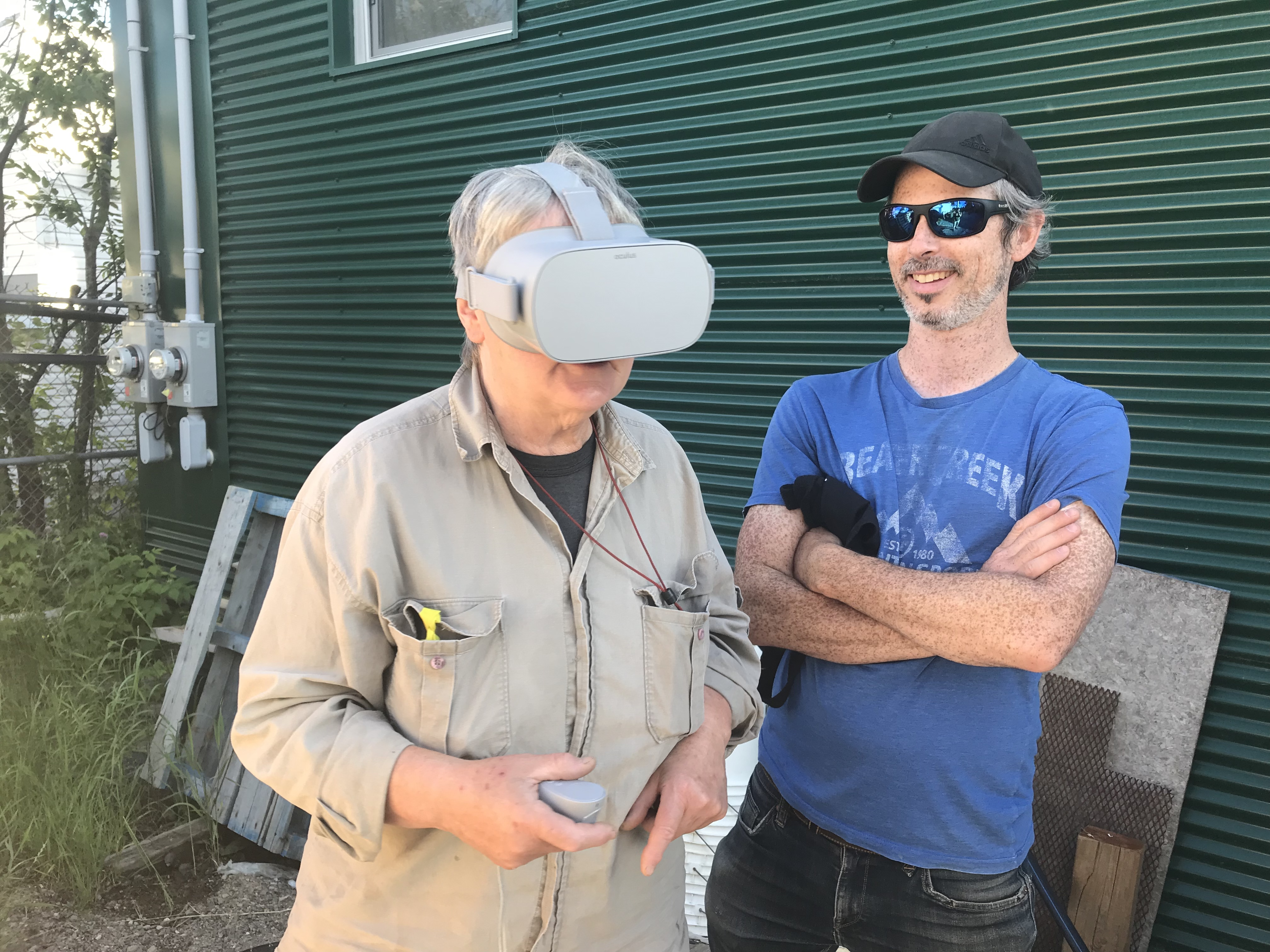
Serge Bordeleau (a droite), realisateur de Abitibi360.

Abitibi360 est une websérie documentaire tournée en Abitibi-Témiscamingue qui explore les liens entre l'humain et le territoire. Elle a été diffusée en 2020. La série a été produite et réalisée par Serge Bordeleau de Nadagam films.

## Description du sujet
C'est une collection de photos pris aux 360 degrés, c'est qui fait une expérience différente pour le public de connaitre l'Abitibi. Aussi, ça encadre la nature d'une très belle manière.
« Le sentiment d’appartenance et la proximité avec la nature sont présentés par l’intermédiaire de rencontres intimistes que l’on découvre en cinq épisodes, un peu comme si on y était. »

## Réalisation
Abitibi360 est une web série documentaire en 360 degrés fait par Serge Bordeleau et produit par Nadagam films. Pour bien explique la réalisation du projet, l'équipe de La Fabrique culturelle et Nagadam films se sont alliés pour présenter un avant-goût de la série. On peut trouver le making-of sur La Fabrique culturelle :
«Pour donner un avant-goût, l’équipe de La Fabrique culturelle et Nadagam films se sont alliés pour présenter les coulisses de la série et révéler les mystères de la création documentaire en 360 degrés.Découvrez les défis techniques et les moments marquants du tournage, les territoires exceptionnels et les lieux intimes présentés lors du tournage des 5 épisodes de la série: Froid, Cailloux, Pow-Wow, Fourrure et Pagaie.»

## But de la Web-série
Le but de la web-série est de montrer l'Abitibi d'une nouvelle façon, avec ses 5 épisodes qui attirent beaucoup l'attention. Aussi, ça montre la très belle nature de l'Abitibi et que même quand il fait froid, c'est très beau et agréable.